# Hornyák Péter
Hornyák Péter (Debrecen, 1995. október 4. –) magyar válogatott kézilabdázó, a Grundfos Tatabánya játékosa.

## Pályafutása

### Klubcsapatokban
Hornyák 2011-ben a Dunaferr SE-ben mutatkozott be a felnőttek között az NB1-ben. Ezután két szezont töltött a Balatonfüredi KSE-nél, ahol egyre több játéklehetőséget kapott.
18 évesen külföldre szerződött, a német másodosztályú TUSEM Essen csapatához igazolt. Itt hamar a csapat alapembere lett, és ő volt a csapat első számú büntető lövője. Teljesítményével a klubnál is elégedettek voltak, két szezon után azonban elsősorban honvágya miatt újra Magyarországra, a Csurgói KK-hoz igazolt. Mindkét Csurgón töltött szezonjában az EHF-kupa selejtezőjének harmadik fordulójáig jutott csapatával. 2017 őszétől újra a Balatonfüredi KSE játékosa lett. Két szezont töltött a Balaton-parti csapatnál, majd 2019 nyarától a Grundfos Tatabánya csapatában folytatta pályafutását.

### A válogatottban
A magyar válogatottban 2015-ben az Európa-bajnoki selejtezősorozat utolsó két mérkőzésén kapott lehetőséget, majd mivel a sikeres kvalifikáció után az Európa-bajnokság előtt nem sokkal megsérült a válogatott első számú jobbszélsője, Gulyás Péter, Hornyák került a helyére a 2016-os Európa-bajnokságra utazó keretben.
Tagja volt a 2021-es világbajnokságon 5. helyezett csapatnak.